# شماون آروشانیان
شماون میناسی آروشانیان (ارمنی: Շմավոն Մինասի Առուշանյան؛ زادهٔ ۲ ژانویهٔ ۱۹۰۳ - ۲۵ ژانویهٔ ۱۹۸۲) یک سیاستمدار اهل ارمنستان است.

## زندگی‌نامه
وی در ۲ ژانویهٔ ۱۹۰۳ در هاک به دنیا آمد و از دانشگاه کمونیست سوردلوف و مدرسه عالی حزب کمیته مرکزی حزب کمونیست اتحاد شوروی فارغ‌التحصیل گشت. همچنین برندهٔ جوایزی همچون نشان لنین، نشان جنگ میهنی (درجه یک)، نشان پرچم سرخ کار، نشان برجسته افتخار و مدال شجاعت کار شده‌است. وی در ۲۵ ژانویهٔ ۱۹۸۲ در سن ۷۹ سالگی در ایروان درگذشت.